# أليكساندر غاما
أليكساندر غاما (بالبرتغالية: Alexandre Gama‏) هو مدرب كرة قدم ولاعب كرة قدم برازيلي، ولد في 4 يناير 1968 في ريو دي جانيرو في البرازيل. لعب مع نادي بوريرام يونايتد.